# Beach 36th Street (Rockaway Line)
Beach 36th Street is een station van de metro van New York aan de aan de Rockaway Line (A-trein).
Het station bevindt zich tussen Rockaway Beach Boulevard en Edgemere Road. Het is gelegen in de wijk Rockaway, een schiereiland in het uiterste zuidoosten van de borough Queens.